# Леонова Ольга
Ольга Леонова (нар. 27 червня 1976) — українська стрибунка у воду. Вона брала участь у змаганнях на 10-метровій платформі серед жінок на літніх Олімпійських іграх 2004.